# OUT LAW
是一家于2005年在日本成立男同性戀色情片公司。该公司的主打品牌有和。2006年12月，的第一部男同性戀色情片作品《淫猥妄想第一章》发行。宣布2012年12月不会发行最后的新作。该公司的体育系主题和混小子系列在男同性戀色情片业界颇受好评。

## 厂牌與作品
- - 天国与地狱
  - 武勇烈传

- - 淫猥妄想

## 相关词条
- 男色
- 男同性戀色情片
- 男同性戀色情片演員